# Sennardammen

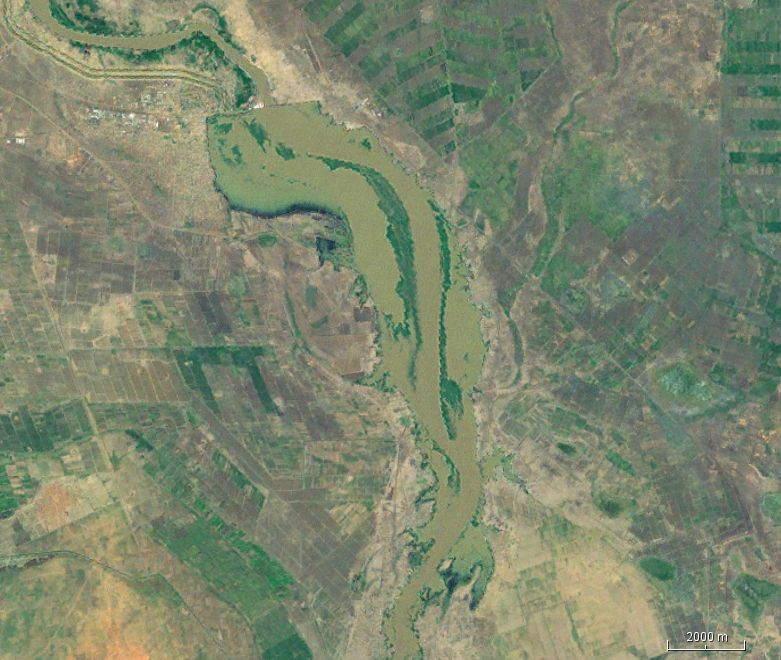
Sennardammens reservoar.

Sennardammen är en dammbyggnad i Blå Nilen nära staden Sennar i Sudan. Den byggdes 1925 av den brittiske ingenjören, upptäcktsresanden och äventyraren Stephen "Roy" Sherlock under ledning av Weetman Pearson. Dammen är 3 025 meter lång, med en högsta höjd på 40 meter, och förser delstaten al-Jazira med vatten till konstbevattning.
Dammen sköttes av Roy Sherlock fram till 1970-talet.